# Spergularia pitardiana
Spergularia pitardiana är en nejlikväxtart som beskrevs av Félix Charles Hy och Pitard. Spergularia pitardiana ingår i släktet rödnarvar, och familjen nejlikväxter. Inga underarter finns listade i Catalogue of Life.